# 呂文生
呂文生（1962年11月30日—），為一名台灣棒球選手，封號小飛俠、飛總、小飛總，前中華職棒統一7-ELEVEn獅總教練，球員時期效力於中華職棒統一獅隊，守備位置為游擊手，羅國璋加盟後改以擔任二壘手為主。現為TAAB台灣飛躍棒球發展協會的秘書長。

## 生涯
呂文生於1998年自球員生涯引退後，1999年至2002年曾擔任統一獅隊守備教練，2003年受誠泰太陽之邀轉至誠泰太陽隊，亦擔任守備教練，誠泰太陽隊隔年改組為誠泰Cobras後，獲續聘至2006年。
2007年重返統一獅隊，仍為守備教練，於同年下半季接替代理總教練羅國璋成為統一獅隊第七任總教練。初上任即帶領統一獅隊奪得中華職棒總冠軍，並於2008年、2009年再取下兩座總冠軍賽，達成統一獅隊首度三連霸，並成為中華職棒史上第二位菜鳥總教練生涯開始即取得三連霸的總教練。達成隊史首度三連霸，帶領獅隊參加中華職棒總冠軍賽最多次的總教練，亦為帶領統一獅隊取得總冠軍次數最多的總教練。
2012年2月15日板橋地檢署懷疑呂與職棒簽賭組頭交往過密，透漏先發球員的佈局，於是依背信罪嫌約談呂文生及其妻子謝馥鈺等4人到案。也對其居住處及辦公室、統一獅球員宿舍做搜索。
2012年2月16日板橋地檢署訊問後，下午依背信罪嫌諭令呂文生以新台幣50萬元交保，妻子謝馥鈺則是以30萬元交保。統一球團隨即依照聯盟規定對其處禁賽停薪。晚間呂文生召開記者會坦承交友不慎並宣布請辭統一獅總教練職務
2012年3月16日板橋地檢署做出緩起訴處分，緩起訴2年及支付公益團體20萬，義務勞役60小時。中華職棒聯盟秘書長梁功斌表示將召開領隊會議根據判決書對其做出永不錄用，統一獅領隊蘇泰安表示採取高道德標準將中止剩餘1年的合約。

## 經歷
- 高雄市河濱國小少棒隊（鼓山）
- 屏東縣美和中學青少棒隊
- 屏東縣美和中學青棒隊
- 空軍虎風棒球隊
- 台灣電力棒球隊
- 統一棒球隊
- 中華職棒統一獅隊（1990年～2002年）
- 中華職棒誠泰太陽隊教練（2003年）
- 中華職棒誠泰COBRAS隊教練（2004年～2006年）
- 中華職棒統一獅隊教練（2007年）
- 中華職棒統一獅隊總教練（2007年～2012年）

## 職棒生涯成績

### 球員時期
| 年度   | 球隊   | 出賽 | 打數 | 安打 | 全壘打 | 打點 | 盜壘 | 四死 | 三振 | 壘打數 | 雙殺打 | 打擊率 |
| ------ | ------ | ---- | ---- | ---- | ------ | ---- | ---- | ---- | ---- | ------ | ------ | ------ |
| 1990年 | 統一獅 | 52   | 159  | 26   | 0      | 10   | 0    | 14   | 15   | 31     | 5      | 0.164  |
| 1991年 | 統一獅 | 87   | 240  | 48   | 0      | 22   | 3    | 32   | 30   | 56     | 2      | 0.200  |
| 1992年 | 統一獅 | 67   | 159  | 40   | 0      | 14   | 0    | 14   | 16   | 51     | 4      | 0.252  |
| 1993年 | 統一獅 | 88   | 304  | 66   | 0      | 21   | 2    | 30   | 27   | 27     | 7      | 0.217  |
| 1994年 | 統一獅 | 52   | 100  | 19   | 0      | 5    | 2    | 9    | 5    | 21     | 1      | 0.190  |
| 1995年 | 統一獅 | 27   | 33   | 11   | 0      | 4    | 0    | 5    | 3    | 11     | 0      | 0.333  |
| 1996年 | 統一獅 | 20   | 15   | 1    | 0      | 0    | 0    | 0    | 4    | 1      | 1      | 0.067  |
| 1997年 | 統一獅 | 67   | 154  | 32   | 1      | 2    | 1    | 16   | 22   | 41     | 3      | 0.208  |
| 1998年 | 統一獅 | 82   | 173  | 41   | 0      | 8    | 1    | 16   | 17   | 45     | 4      | 0.237  |
| 合計   | 9年    | 542  | 1337 | 284  | 1      | 90   | 12   | 136  | 139  | 334    | 27     | 0.212  |

### 總教練成績
| 職棒年度        | 所帶球隊   | 勝場 | 和局 | 敗場 | 勝率  | 備註       |
| 職棒18年 (2007) | 統一獅     | 31   | 1    | 18   | 0.633 | 年度總冠軍 |
| 職棒19年 (2008) | 統一獅     | 67   | 0    | 33   | 0.670 | 年度總冠軍 |
| 職棒20年 (2009) | 統一7-11獅 | 63   | 3    | 54   | 0.538 | 年度總冠軍 |
| 職棒21年 (2010) | 統一7-11獅 | 54   | 3    | 63   | 0.462 | -          |
| 職棒22年 (2011) | 統一7-11獅 | 65   | 3    | 52   | 0.556 | 年度總冠軍 |
| 合計            | 5年        | 280  | 10   | 220  | 0.560 |            |

## 備註
1. ↑  呂文生自業餘至職棒皆以精湛守備聞名，因而獲得「飛俠」的封號，但因林家祥為被為「老飛俠」，年紀較輕的呂文生的「飛俠」封號即衍生為「小飛俠」。
2. ↑  由封號衍生而來，如同謝長亨「阿草 - 草總」，林易增的「盜帥 - 盜總」。
3. ↑  因林家祥亦曾任統一獅總教練，因而將兩位「飛總」以「老飛總」與「小飛總」區分林家祥與呂文生。
4. ↑  羅國璋於1994年以特考身份加盟統一獅隊，亦為游擊手出身。
5. ↑  合併後才轉入誠泰太陽隊
6. ↑  第一位是兄弟象總教練林易增
7. ↑  呂文生以四次最多2007，2008，2009，2011），並列其次的為兩次，分別是鄭昆吉（1991，1993）與曾智偵（2000年、2001年）、再其次為參加一次，分別是大石彌太郎（1996年）、謝長亨（2004年）、大橋穰（2006年），而林家祥是唯一未帶領統一獅隊參加中華職棒總冠軍賽的總教練
8. ↑  統一獅隊經歷七任總教練，四任代總教練，統一獅隊至職棒22年為止，共奪得八次台灣大賽，其中四次由呂文生帶領時獲得（2007年、2008年、2009年、2011年），兩次為大石彌太郎（1995年、1996年），鄭昆吉（1991年）與曾智偵（2000年）帶領時各取得一次，謝長亨、大橋穰帶領統一獅打過一次中華職棒年度總冠軍賽，惜未奪冠；林家祥領軍的兩個球季，雖有帶領球隊參加中華職棒季後賽，但在季後賽即被味全龍淘汰，而無法參加中華職棒年度總冠軍賽
9. ↑  .   [2022-04-13]. （原始内容存档于2019-05-15）.
10. ↑  .   [2012-02-15]. （原始内容存档于2012-02-16）.
11. ↑  .   [2012-02-16]. （原始内容存档于2012-02-18）.
12. ↑  .   [2012-02-16]. （原始内容存档于2012-02-18）.
13. ↑  中華職棒／呂總緩起訴　中華聯盟：永不錄用 (第1頁/共2頁)| 頭條新聞 | NOWnews 今日新聞網

## 外部連結
- 呂文生在台灣棒球維基館上的頁面（繁體中文）

| 體育角色            | 體育角色                                    | 體育角色        |
| ------------------- | ------------------------------------------- | --------------- |
| 中華職業棒球大聯盟  |                                             |                 |
| 前任： 羅國璋(代理) | 統一獅隊總教練 2007年6月29日－2012年2月16日 | 繼任： 中島輝士 |